# Rudymentari
Guillem Llorens Prats (Ciutadella de Menorca, 1993), més conegut amb el nom artístic Rudymentari, i abans conegut com a Jimmy Jazz, és un cantant menorquí que combina la música reggae amb estils com el roots reggae, el rocksteady i el two-tone, ben impregnats de les cultures rude boy i sound system, passats pel filtre de la consciència social i política antifeixista.
La seua carta de presentació va ser «Som», un dels videoclips més reproduïts de la música en català per un grup balear del 2019. A principis del 2020 va presentar el seu primer EP, Contracorrent. Segons el mateix artista: «el projecte pretén utilitzar la música com una eina de transformació social, construint missatges basats en la crítica cap el sistema capitalista, recolzant-se en principis com l'autogestió, l'ajuda mútua i l'acció directa».

## Discografia
- Contracorrent (Guspira Records, 2020)
- Rissaga (Guspira Records, 2023)[5]